# Allograpta zumbadoi
Allograpta zumbadoi är en tvåvingeart som beskrevs av Thompson 2000. Allograpta zumbadoi ingår i släktet Allograpta och familjen blomflugor.
Artens utbredningsområde är Costa Rica. Inga underarter finns listade i Catalogue of Life.